# Yavó Yom
"Yavo Yom"' (alfabeto hebraico, : יבוא יום, tradução portuguesa : "Um dia virá" foi a canção  que representou Israel no  Festival Eurovisão da Canção 1986, interpretada em  hebraico por Moti Giladi e Sarai Tzuriel. A canção tinha letra de Moti Giladi, música e orquestração de  Yoram Tzadok.
A canção é uma balada, com os cantores expressando o seu desejo para que todos os seres humanos vivam em harmonia. A referência feita "todas as nossas crianças", implica que isto é um desejo a longo prazo, mais que um desejo imediato. 
A canção israelita foi a 11ª a ser interpretada na noite do evento, a seguir à canção helvética Pas pour moi, interpretada por Daniela Simons e antes da canção irlandesa "You Can Count on Me (canção)", interpretada por  Luv Bug. Apesar do seu desejo de um mundo melhor, a canção israelense ficou mal classificada, classificou-se em 19ª lugar (penúltima) e apenas recebeu 7 votos. 